# Alvania erentoezae
Alvania erentoezae là một loài đã tuyệt chủng của ốc biển, là động vật thân mềm chân bụng sống ở biển trong họ Rissoidae.

## Miêu tả
The shell is slender. The aperture is round.

## Phân bố
miền tây Taurids, tây nam Thổ Nhĩ Kỳ.